# Road Avenger
Pour les articles homonymes, voir Avenger.
Road Avenger (ロードブラスターＦＸ, Road Blaster FX) est un jeu vidéo d'action de type film interactif sorti en 1985 sur borne d'arcade et MSX1 (via VHD), et en Mega-CD. Il a été développé et édité par Data East. En 2018, une conversion non officielle a vu le jour pour Amiga.

## Histoire
À la fin des années 1990 aux États-Unis, une escalade de la criminalité en automobile organisé par des gangs mobiles est apparue. Pillant des devantures de magasins, cambriolant au hasard, volant des voitures, semant la terreur dans les centres-villes, causant beaucoup de morts parmi les passants à la suite des fusillades entre gangs rivaux. Pour lutter contre ce fléau grimpant, le FBI, avec le soutien des patrouilles autoroutières fédérales, a créé une force spéciale, la MATF ((en):Mobile Armored Task Force), force blindée mobile. Elle avait pour ordre de nettoyer les rues de ces gangs. Plus particulièrement sur les membres du gang RRR, un réseau de brigands motorisés, qui était considéré comme le plus dangereux.
L'un des meilleurs agents de la MATF, après avoir mis hors-jeu bon nombre de personnes importantes de l'organisation RRR, prit des congés afin de pouvoir se marier. Avec sa compagne Cindy, ils décidèrent de partir en lune de miel dans une station balnéaire. Cependant, en cours de chemin, un groupe du RRR parvint à les localiser et à les rattraper. Un accrochage fit sortir la voiture du jeune couple de la route et percuta un bloc de roche qui provoqua l'explosion de la voiture. Le gang s’arrêtant devant la voiture en feu, afin de s'assurer que personne n'avait survécu, repartirent quelques instants plus tard sans savoir que seul Cindy avait péri dans l'accident. Une fois remis de ses blessures à l’hôpital, l'agent du MATF prépara sa vengeance en localisant les repaires du gang. Il ajouta également des modifications sur le moteur et suspension de sa nouvelle voiture. Son but est de retrouver la femme aux cheveux pourpre dirigeante du gang qui a tué sa femme.

## Système de jeu
Road Avenger est un jeu de courses-aventures. Le titre se présente sous la forme d'un dessin animé interactif dans lequel le joueur doit appuyer au bon moment sur la bonne touche, lui permettant de tourner à droite, à gauche, d’accélérer ou de freiner.
- Le mode normal du jeu donne les indications sur les touches à appuyer au moment opportun.
- Le mode difficile du jeu, quant à lui, ne donne aucune indication sur les touches à appuyer.

Le joueur pourra également choisir le nombre de vie qu'il désire par crédit.
Quand il ne disposera plus de vie, il perdra un crédit et, au bout de trois crédit consommés, le jeu finira en "Game Over"

## Stage
Le jeu se décompose en neuf stages:
- Croisière de bord de mer
- Une longue descente
- Fusillade sur l'autoroute
- Tour en usine
- Sur la rivière...
- ...Et dans les bois
- Un virage vers le pire
- Conduite dans la campagne
- Les lumières de la ville・・・ ・・・Mise au point finale

Ce dernier stage est coupé en deux, au moment du passage de la voiture de sport rouge, à la camionnette blanche.